# Memecylon confusum
Memecylon confusum är en tvåhjärtbladig växtart som beskrevs av Carl Ludwig von Blume. Memecylon confusum ingår i släktet Memecylon och familjen Melastomataceae.
Artens utbredningsområde är Madagaskar. Inga underarter finns listade i Catalogue of Life.